# Ala Ursul
Ala Ursul (n. 1961) este o politiciană moldoveană, deputat în Parlamentul Republicii Moldova, ales în Legislatura 2005-2009 pe listele Partidului Comuniștilor.